# Miriam Marroni
Miriam Paz Garcez Marroni (Pelotas, 18 de junho de 1956) é uma política brasileira.

## Biografia
É psicóloga, especialista em educação, e servidora do Instituto Federal Sul-rio-grandense (IFSul). É casada com o deputado federal Fernando Marroni.
É filiada ao Partido dos Trabalhadores (PT) desde os anos 1980, quando ingressou no movimento sindical na Universidade Federal de Pelotas. Em 1990 tornou-se a primeira mulher a presidir a Associação dos Funcionários da Universidade Federal de Pelotas (Asufpel). 
Foi vereadora por quatro mandatos em Pelotas. Em 2002, concorreu pela primeira vez ao cargo de deputada estadual no Rio Grande do Sul, ficando como primeira suplente da bancada do PT. Assumiu o mandato em 2005, tendo como principal foco de atuação a articulação política para implantação do Polo Naval de Rio Grande. Em 2010 concorreu novamente e foi eleita deputada estadual, com a maior votação já obtida por uma candidata pelotense (45.450 votos). Foi líder do governo Tarso Genro na Assembleia Legislativa em 2011 e Secretária Geral de Governo em 2012. Em 2014, foi reeleita deputado estadual na 54ª legislatura (2015 — 2019). Assumiu o cargo em 1 de fevereiro de 2015, cujo mandato expirou em 1 de fevereiro de 2019. Em 2020, foi eleita novamente vereadora de Pelotas.